# 한순자
한순자는 대한민국의 성우이다. 1973년 MBC CM에 입사했으며, MBC CM 1기이다. 문화방송 성우극회 소속이다.